# 塔巴耶-于斯坎
塔巴耶-于斯坎（法語：Tabaille-Usquain，法語發音：[tabaj yskɛ̃]）是法国大西洋比利牛斯省的一个市镇，属于奥洛龙-圣玛丽区。该市镇于1842年由原市镇塔巴耶（Tabaille）和于斯坎（Usquain）合并而成。

## 地理
塔巴耶-于斯坎（43°21'24"N, 0°53'40"W）面积4.5 平方千米，位于法国新阿基坦大区大西洋比利牛斯省，该省份为法国东南部省份，涵盖了贝阿恩与北巴斯克，西临大西洋比斯開灣，北至朗德省，东北接热尔省，东临上比利牛斯省，南与西班牙接壤。
与塔巴耶-于斯坎接壤的市镇（或旧市镇、城区）包括：埃斯皮于特、热斯塔、蒙福尔、圣格拉迪-阿里沃-米南。
塔巴耶-于斯坎的时区为UTC+01:00、UTC+02:00（夏令时）。

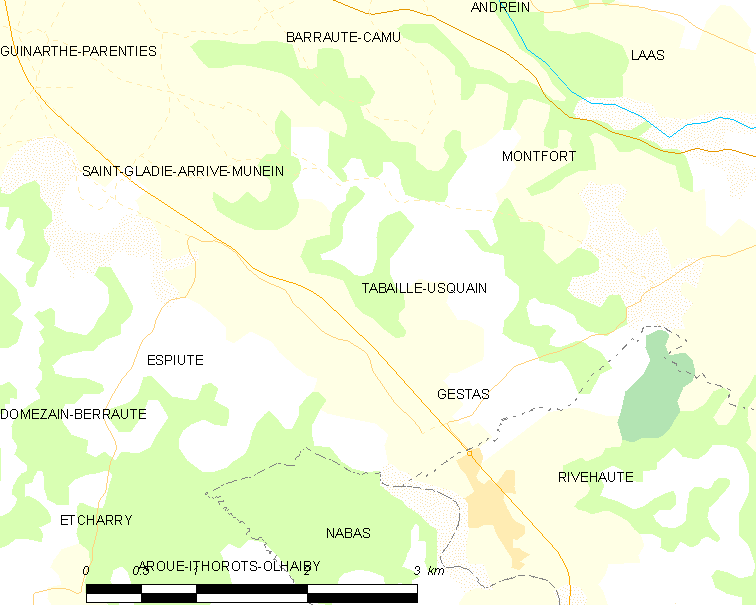
塔巴耶-于斯坎的OSM定位图

## 行政
塔巴耶-于斯坎的邮政编码为64190，INSEE市镇编码为64531。

## 政治
塔巴耶-于斯坎所属的省级选区为奥尔泰兹-激流与盐之地县。

## 人口

1962-2008年间塔巴耶-于斯坎人口变化图示

塔巴耶-于斯坎于2022年1月1日时的人口数量为47人。